# Panicum abscissum
Panicum abscissum är en gräsart som beskrevs av Jason Richard Swallen. Panicum abscissum ingår i släktet vipphirser, och familjen gräs. Inga underarter finns listade i Catalogue of Life.